# Yasuyoshi Shirasawa
Yasuyoshi Shirasawa ( 白沢保美 Shirasawa Yasuyoshi, abril de 1868 - 20 de diciembre de 1947) fue un botánico japonés que trabajó junto a Tomitaro Makino "El Padre de la Botánica japonesa", en la Universidad de Tokio.
Shirasawa nombró numerosas plantas autóctonas, en particular las tratadas en peligro de extinción Picea koyamae y (con Makino) el Kyūshū Lime Tilia kiusiana.

## Algunas publicaciones
- Iconographie des essences forestières du Japon, Paris: Maurice de Brunoff, 1899-1947

- Revue des cultures coloniales, XIII, p. 369. 1903

- Alexander Tschirch, Homi Shirasawa: Untersuchungen über die Sekrete. Ueber die Bildung des Kamphers im Kampherbaum. Pharmazeutisches Institut der Universität Bern. Archiv der Pharmazie, v. 240 (4): 257-259.

- La abreviatura «Shiras.» se emplea para indicar a Yasuyoshi Shirasawa como autoridad en la descripción y clasificación científica de los vegetales.[1]